# Michael Stich
Michael Detlef Stich (Pinneberg, Slesvig-Holstein, 18 d'octubre de 1968) és un extennista professional alemany.
Les seves fites més destacades van ser el títol a Wimbledon en individual el 1991 i en dobles el 1992. També va guanyar la medalla d'or en els Jocs Olímpics de Barcelona de 1992 en la prova de dobles masculins. Va guanyar un total de divuit títols individuals i deu més en dobles, que li van permetre ocupar el segon lloc del rànquing individual mundial i el novè en el rànquing de dobles. També va formar part de l'equip alemany de Copa Davis i van guanyar l'edició de 1993.

## Biografia
Entre els anys 1992 i 2003 va estar casat amb l'actriu alemanya Jessica Stockmann, i el 2005 es va tornar a casar amb Alexandra Rikowski i van anar a viure a Hamburg.
Des de la seva retirada, Stich va crear una la fundació contra el sida, va treballar com a comentarista de tennis per la BBC.
L'any 2018 va entrar a l'International Tennis Hall of Fame.

## Torneigs de Grand Slam

### Individual: 3 (1−2)
| Resultat  | Núm. | Any  | Torneig       | Oponent             | Marcador      |
| --------- | ---- | ---- | ------------- | ------------------- | ------------- |
| Guanyador | 1.   | 1991 | Wimbledon     | Boris Becker        | 6−4, 7−6, 6−4 |
| Finalista | 1.   | 1994 | US Open       | Andre Agassi        | 6−1, 7−6, 7−5 |
| Finalista | 2.   | 1996 | Roland Garros | Ievgueni Kàfelnikov | 7−6, 7−5, 7−6 |

### Dobles: 1 (1−0)
| Resultat  | Núm. | Any  | Torneig   | Parella      | Oponents                  | Marcador                        |
| --------- | ---- | ---- | --------- | ------------ | ------------------------- | ------------------------------- |
| Guanyador | 1.   | 1992 | Wimbledon | John McEnroe | Jim Grabb Richey Reneberg | 5–7, 7–6(5), 3–6, 7–6(5), 19–17 |

## Jocs Olímpics

### Dobles
| Any  | Campionat                           | Parella      | Oponents                   | Resultat                 |
| ---- | ----------------------------------- | ------------ | -------------------------- | ------------------------ |
| 1992 | Jocs Olímpics, Barcelona, Catalunya | Boris Becker | Wayne Ferreira Piet Norval | 7–6(5), 4–6, 7–6(5), 6–3 |

## Carrera
Stich esdevingué professional el 1988 i un any després va aconseguir el seu primer títol de dobles a Basilea fent parella amb Udo Riglewski. El 1990 va guanyar tres títols de dobles més i el seu primer títol individual a Memphis. El 1991 va aconseguir quatre títols individuals, entre ells, el seu èxit més important, el títol de Wimbledon. A semifinals va vèncer el número 1 del rànquing, Stefan Edberg, i a la final va vèncer el seu compatriota i tres vegades vencedor a Wimbledon, Boris Becker, per 6–4, 7–6(4), 6–4.
En el 1992 només va guanyar la Grand Slam Cup individualment, vencent a Michael Chang en la final. Tanmateix la temporada fou un èxit a nivell de dobles. Primer va guanyar el Masters de Montecarlo amb Becker, després va guanyar a Wimbledon fent parella amb John McEnroe en un partit que va durar més de cinc hores, i finalment, va arrodonir l'any amb la medalla d'or als Jocs Olímpics de Barcelona fent parella amb Becker i vencent a la parella sud-africana en la final.
L'any 1993 fou el seu millor any a nivell individual després de guanyar sis títols, entre ells els masters d'Hamburg i Estocolm i també la Tennis Masters Cup vencent a Pete Sampras en la final. També va ajudar al seu país a guanyar la Copa Davis i la Copa Hopman. Stich va acabar l'any en segona posició del rànquing mundial. El 1994 va disputar la seva segona final de Grand Slam en el US Open però va perdre davant Andre Agassi en tres sets. També va ajudar al seu país a guanyar la Copa del món de tennis.
En el 1996 va disputar la seva tercera final de Grand Slam perdent davant Ievgueni Kàfelnikov en tres sets en la final de Roland Garros. Aquesta temporada va guanyar el seu darrer títol individual a Anvers. El 1997 va guanyar l'últim títol de dobles a Halle. Posteriorment va anunciar el seu retirament del tennis professional després de perdre a semifinals en cinc sets davant Cedric Pioline.
Michael Stich es caracteritzava per la seva habilitat tant en el fons de la pista com a la xarxa aconseguint un joc eficient en qualsevol tipus de superfície i va esdevenir un dels pocs jugadors que va guanyar torneigs en totes les superfícies. Va guanyar un total de 18 títols individuals i 10 de dobles. El seu millor rànquing fou la segona posició l'any 1993.

## Palmarès

### Individual: 31 (18−13)
| Llegenda (pre/post 2009)                                 |
| -------------------------------------------------------- |
| Grand Slams (1−2)                                        |
| Tennis Masters Cup / ATP Finals (1−0)                    |
| Grand Slam Cup (1−1)                                     |
| ATP Masters Series / ATP World Tour Masters 1000 (2−1)   |
| ATP International Series Gold / ATP World Tour 500 (3−3) |
| ATP International Series / ATP World Tour 250 (10−6)     |

| Títols per superfície |
| --------------------- |
| Dura (4−4)            |
| Gespa (4−1)           |
| Terra batuda (3−5)    |
| Moqueta (7−3)         |

| Resultat  | Núm. | Data                   | Torneig                                           | Superfície   | Oponent                | Marcador                      |
| --------- | ---- | ---------------------- | ------------------------------------------------- | ------------ | ---------------------- | ----------------------------- |
| Guanyador | 1.   | 5 de març de 1990      | Memphis, Estats Units                             | Dura         | Wally Masur            | 6−7(5), 6−4, 7−6(1)           |
| Finalista | 1.   | 6 de gener de 1991     | Adelaida, Austràlia                               | Dura         | Nicklas Kulti          | 3−6, 6−1, 2−6                 |
| Finalista | 2.   | 14 de gener de 1991    | Sydney, Austràlia                                 | Dura         | Guy Forget             | 3−6, 4−6                      |
| Finalista | 3.   | 18 de febrer de 1991   | Memphis                                           | Dura (i)     | Ivan Lendl             | 5−7, 3−6                      |
| Guanyador | 2.   | 8 de juliol de 1991    | Wimbledon, Regne Unit                             | Gespa        | Boris Becker           | 6–4, 7–6(4), 6–4              |
| Guanyador | 3.   | 22 de juliol de 1991   | Stuttgart, Alemanya                               | Terra batuda | Alberto Mancini        | 1–6, 7–6(9), 6–4, 6–2         |
| Guanyador | 4.   | 26 d'agost de 1991     | Schenectady, Estats Units                         | Dura         | Emilio Sánchez Vicario | 6–2, 6–4                      |
| Guanyador | 5.   | 21 d'octubre de 1991   | Viena, Àustria                                    | Moqueta (i)  | Jan Siemerink          | 6–4, 6–4, 6–4                 |
| Finalista | 4.   | 4 de maig de 1992      | Hamburg, Alemanya                                 | Terra batuda | Stefan Edberg          | 7−5, 4−6, 1−6                 |
| Guanyador | 6.   | 15 de juny de 1992     | Rosmalen, Països Baixos                           | Gespa        | Jonathan Stark         | 6–4, 7–5                      |
| Guanyador | 7.   | 14 de desembre de 1992 | Grand Slam Cup, Múnic, Alemanya                   | Moqueta (i)  | Michael Chang          | 6–2, 6–3, 6–2                 |
| Guanyador | 8.   | 22 de febrer de 1993   | Stuttgart (2)                                     | Moqueta (i)  | Richard Krajicek       | 4–6, 7–5, 7–6(4), 3–6, 7–5    |
| Finalista | 5.   | 26 de maig de 1993     | Múnic, Alemanya                                   | Terra batuda | Ivan Lendl             | 6−7(2), 3−6                   |
| Guanyador | 9.   | 10 de maig de 1993     | Hamburg                                           | Terra batuda | Andrei Chesnokov       | 6–3, 6–7(1), 7–6(7), 6–4      |
| Guanyador | 10.  | 14 de juny de 1993     | Londres, Regne Unit                               | Gespa        | Wayne Ferreira         | 6–3, 6–4                      |
| Finalista | 6.   | 19 de juliol de 1993   | Stuttgart                                         | Terra batuda | Magnus Gustafsson      | 3–6, 4–6, 6–3, 6–4, 4–6       |
| Guanyador | 11.  | 12 d'agost de 1993     | Basilea, Suïssa                                   | Dura (i)     | Stefan Edberg          | 6–4, 6–7(5), 6–3, 6–2         |
| Guanyador | 12.  | 1 de novembre de 1993  | Estocolm, Suècia                                  | Moqueta (i)  | Goran Ivanišević       | 4–6, 7–6(6), 7–6(3), 6–2      |
| Guanyador | 13.  | 22 de novembre de 1993 | ATP Tour World Championships, Frankfurt, Alemanya | Moqueta (i)  | Pete Sampras           | 7–6(3), 2–6, 7–6(7), 6–2      |
| Finalista | 7.   | 6 de desembre de 1993  | Grand Slam Cup, Múnic                             | Moqueta (i)  | Petr Korda             | 6–2, 4–6, 6–7(5), 6–2, 9–11   |
| Guanyador | 14.  | 28 de febrer de 1994   | Rotterdam, Països Baixos                          | Moqueta (i)  | Wayne Ferreira         | 4–6, 6–3, 6–0                 |
| Guanyador | 15.  | 2 de maig de 1994      | Múnic                                             | Terra batuda | Petr Korda             | 6–2, 2–6, 6–3                 |
| Guanyador | 16.  | 20 de juny de 1994     | Halle, Alemanya                                   | Gespa        | Magnus Larsson         | 6–4, 4–6, 6–3                 |
| Finalista | 8.   | 12 de setembre de 1994 | US Open, Estats Units                             | Dura         | Andre Agassi           | 1–6, 6–7(5), 5–7              |
| Finalista | 9.   | 17 d'octubre de 1994   | Viena                                             | Moqueta (i)  | Andre Agassi           | 6–7(4), 6–4, 2–6, 3–6         |
| Finalista | 10.  | 20 de febrer de 1995   | Stuttgart (2)                                     | Moqueta (i)  | Richard Krajicek       | 6–7(4), 3–6, 7–6(6), 6–1, 3–6 |
| Finalista | 11.  | 1 de maig de 1995      | Múnic (2)                                         | Terra batuda | Wayne Ferreira         | 5–7, 6–7(6)                   |
| Finalista | 12.  | 19 de juny de 1995     | Halle                                             | Gespa        | Marc Rosset            | 6–3, 6–7(11), 6–7(8)          |
| Guanyador | 17.  | 7 d'agost de 1995      | Los Angeles, Estats Units                         | Dura         | Thomas Enqvist         | 6–7(7), 7–6(4), 6–2           |
| Guanyador | 18.  | 26 de febrer de 1996   | Anvers, Bèlgica                                   | Moqueta (i)  | Goran Ivanišević       | 6–3, 6–2, 7–6(5)              |
| Finalista | 13.  | 27 de maig de 1996     | Roland Garros, França                             | Terra batuda | Ievgueni Kàfelnikov    | 6–7(4), 5–7, 6–7(4)           |

### Dobles: 16 (10−6)
| Llegenda (pre/post 2009)                                 |
| -------------------------------------------------------- |
| Grand Slams (1−0)                                        |
| Jocs Olímpics Or (1)                                     |
| Tennis Masters Cup / ATP Finals (0−0)                    |
| ATP Masters Series / ATP World Tour Masters 1000 (1−2)   |
| ATP International Series Gold / ATP World Tour 500 (1−1) |
| ATP International Series / ATP World Tour 250 (6−3)      |

| Títols per superfície |
| --------------------- |
| Dura (3−2)            |
| Gespa (3−1)           |
| Terra batuda (3−2)    |
| Moqueta (1−1)         |

| Resultat  | Núm. | Data                 | Torneig                             | Superfície   | Parella         | Oponents                            | Marcador                        |
| --------- | ---- | -------------------- | ----------------------------------- | ------------ | --------------- | ----------------------------------- | ------------------------------- |
| Guanyador | 1.   | 9 d'octubre de 1989  | Basilea, Suïssa                     | Dura (i)     | Udo Riglewski   | Omar Camporese Claudio Mezzadri     | 6−3, 4−6, 6−0                   |
| Finalista | 1.   | 26 de febrer de 1990 | Memphis, Estats Units               | Dura (i)     | Udo Riglewski   | Darren Cahill Mark Kratzmann        | 5−7, 2−6                        |
| Finalista | 2.   | 7 de maig de 1990    | Hamburg, Alemanya Occidental        | Dura (i)     | Udo Riglewski   | Sergi Bruguera Jim Courier          | 6−7, 2−6                        |
| Guanyador | 2.   | 17 de maig de 1990   | Múnic, Alemanya Occidental          | Terra batuda | Udo Riglewski   | Petr Korda Tomáš Šmíd               | 6−1, 6−4                        |
| Guanyador | 3.   | 18 de juny de 1990   | Rosmalen, Països Baixos             | Gespa        | Jakob Hlasek    | Jim Grabb John McEnroe              | 7−6, 6−3                        |
| Finalista | 3.   | 20 d'agost de 1990   | Long Island, Estats Units           | Dura         | Udo Riglewski   | Guy Forget Jakob Hlasek             | 6−2, 3−6, 4−6                   |
| Guanyador | 4.   | 22 d'octubre de 1990 | Viena, Àustria                      | Moqueta (i)  | Udo Riglewski   | Jorge Lozano Todd Witsken           | 6−4, 6−4                        |
| Guanyador | 5.   | 9 de gener de 1991   | Memphis                             | Dura (i)     | Udo Riglewski   | John Fitzgerald Laurie Warder       | 7−5, 6−3                        |
| Finalista | 4.   | 11 de febrer de 1991 | Filadèlfia, Estats Units            | Moqueta (i)  | Udo Riglewski   | Rick Leach Jim Pugh                 | 4−6, 4−6                        |
| Guanyador | 6.   | 27 d'abril de 1992   | Montecarlo, Mònaco                  | Terra batuda | Boris Becker    | Petr Korda Karel Nováček            | 6−4, 6−4                        |
| Finalista | 5.   | 4 de maig de 1992    | Hamburg, Alemanya                   | Terra batuda | Carl-Uwe Steeb  | Sergio Casal Emilio Sánchez Vicario | 7−5, 4−6, 3−6                   |
| Finalista | 6.   | 8 de juny de 1992    | Rosmalen                            | Gespa        | John McEnroe    | Jim Grabb Richey Reneberg           | 4−6, 7−6, 4−6                   |
| Guanyador | 7.   | 6 de juliol de 1992  | Wimbledon, Regne Unit               | Gespa        | John McEnroe    | Jim Grabb Richey Reneberg           | 5−7, 7−6(5), 3−6, 7−6(5), 19−17 |
| Guanyador | 8.   | 3 d'agost de 1992    | Jocs Olímpics, Barcelona, Catalunya | Terra batuda | Boris Becker    | Wayne Ferreira Piet Norval          | 7−6(5), 4−6, 7−6(5), 6−3        |
| Guanyador | 9.   | 9 d'agost de 1993    | Los Angeles, Estats Units           | Dura         | Wayne Ferreira  | Grant Connell Scott Davis           | 7−6, 7−6                        |
| Guanyador | 10.  | 16 de juny de 1997   | Halle, Alemanya                     | Gespa        | Karsten Braasch | David Adams Marius Barnard          | 7−6, 6−3                        |

### Equips: 2 (2−0)
| Resultat  | Núm. | Data                      | Torneig                          | Superfície       | Equip                                            | Oponents                                                          | Marcador |
| --------- | ---- | ------------------------- | -------------------------------- | ---------------- | ------------------------------------------------ | ----------------------------------------------------------------- | -------- |
| Guanyador | 1.   | 3 − 5 de desembre de 1993 | Copa Davis, Düsseldorf, Alemanya | Terra batuda (i) | Marc-Kevin Goellner Patrik Kuhnen Carl-Uwe Steeb | Richard Fromberg Jason Stoltenberg Todd Woodbridge Mark Woodforde | 4−1      |
| Guanyador | 2.   | 2 de gener de 1993        | Copa Hopman, Perth, Austràlia    | Dura (i)         | Steffi Graf                                      | Arantxa Sánchez Vicario Emilio Sánchez Vicario                    | 2−1      |

## Trajectòria

### Individual
| Open d'Austràlia | A   | A           | 3R          | 3R          | QF    | SF          | 1R          | 3R          | A     | 2R    | 0 / 7     | 16 – 7    |
| Roland Garros | A   | 2R          | 2R          | SF          | 3R    | 4R          | 2R          | 4R          | F     | A     | 0 / 8     | 22 – 8    |
| Wimbledon | A   | 1R          | 3R          | G           | QF    | QF          | 1R          | 1R          | 4R    | SF    | 1 / 9     | 25 – 8    |
| US Open | A   | 1R          | 2R          | QF          | 2R    | 1R          | F           | 4R          | 2R    | A     | 0 / 8     | 15 – 8    |
| Jocs Olímpics | A   | No celebrat | No celebrat | No celebrat | 2R    | No celebrat | No celebrat | No celebrat | A     | NC    | 0 / 1     | 1 − 1     |
| Tennis Masters Cup | A   | A           | A           | RR          | A     | G           | A           | A           | A     | A     | 1 / 2     | 5 – 3     |
| Victòries − Derrotes | 0−0 | 11−12       | 29−25       | 73−26       | 47−21 | 76−22       | 60−24       | 47−19       | 25−14 | 17−13 | 385 – 176 | 385 – 176 |
| Rànquing a final d'any | 269 | 100         | 42          | 4           | 15    | 2           | 9           | 12          | 16    | 64    |           |           |
| Llegenda: G: Guanyador; F: Finalista; SF: Semifinalista; QF: Quarts de final; Q: Qualificació; A: Absent; RR: Round Robin; NC: No celebrat |     |             |             |             |       |             |             |             |       |       |           |           |

### Dobles masculins
| Open d'Austràlia | A           | 1R          | QF          | 1R   | A           | 1R          | A           | A   | A   | 0 / 4     | 3 – 4     |
| Roland Garros | 3R          | 2R          | 3R          | A    | A           | A           | A           | A   | A   | 0 / 3     | 5 – 3     |
| Wimbledon | 1R          | 2R          | 1R          | G    | 3R          | SF          | A           | A   | A   | 1 / 6     | 13 – 5    |
| US Open | 1R          | 1R          | QF          | SF   | 3R          | A           | A           | A   | A   | 0 / 5     | 9 – 5     |
| Jocs Olímpics | No celebrat | No celebrat | No celebrat | G    | No celebrat | No celebrat | No celebrat | A   | NC  | 1 / 1     | 5 − 0     |
| Victòries − Derrotes | 12−12       | 35−18       | 29−24       | 30−9 | 24−14       | 16−14       | 8−9         | 3−4 | 5−6 | 162 – 111 | 162 – 111 |
| Rànquing a final d'any | 73          | 27          | 27          | 16   | 76          | 89          | 156         | 359 | 206 |           |           |
| Llegenda: G: Guanyador; F: Finalista; SF: Semifinalista; QF: Quarts de final; Q: Qualificació; A: Absent; RR: Round Robin; NC: No celebrat |             |             |             |      |             |             |             |     |     |           |           |

## Guardons
- Sportler des Jahres (1991)